# Checkers de Charlotte
Pour les articles homonymes, voir Checkers de Charlotte (homonymie).
Les Checkers de Charlotte sont une franchise professionnelle de hockey sur glace en Amérique du Nord qui évolue dans la Ligue américaine de hockey. L'équipe est basée à Charlotte en Caroline du Nord.

## Historique
Elle est créée en 2010 et débute dans la Ligue américaine de hockey. Elle succède aux Checkers de Charlotte qui ont évolué dans l'ECHL jusqu'en 2010.

## Statistiques
| Saison    | PJ                                                               | V                                                                | D                                                                | DP                                                               | DTB                                                              | BP                                                               | BC                                                               | Pts                                                              | Classement                                                       | Séries éliminatoires                                             |
| --------- | ---------------------------------------------------------------- | ---------------------------------------------------------------- | ---------------------------------------------------------------- | ---------------------------------------------------------------- | ---------------------------------------------------------------- | ---------------------------------------------------------------- | ---------------------------------------------------------------- | ---------------------------------------------------------------- | ---------------------------------------------------------------- | ---------------------------------------------------------------- |
| 2010-2011 | 80                                                               | 44                                                               | 27                                                               | 2                                                                | 7                                                                | 265                                                              | 243                                                              | 97                                                               | 3e, Est                                                          | Éliminés au 3e tour                                              |
| 2011-2012 | 76                                                               | 38                                                               | 29                                                               | 3                                                                | 6                                                                | 209                                                              | 214                                                              | 85                                                               | 3e, Midwest                                                      | Non qualifiés                                                    |
| 2012-2013 | 76                                                               | 42                                                               | 26                                                               | 4                                                                | 4                                                                | 226                                                              | 202                                                              | 92                                                               | 2e, Sud                                                          | Éliminés au 1er tour                                             |
| 2013-2014 | 76                                                               | 37                                                               | 36                                                               | 1                                                                | 2                                                                | 228                                                              | 241                                                              | 77                                                               | 4e, Ouest                                                        | Non qualifiés                                                    |
| 2014-2015 | 76                                                               | 31                                                               | 38                                                               | 6                                                                | 1                                                                | 172                                                              | 231                                                              | 69                                                               | 4e, Ouest                                                        | Non qualifiés                                                    |
| 2015-2016 | 76                                                               | 36                                                               | 32                                                               | 3                                                                | 5                                                                | 214                                                              | 229                                                              | 80                                                               | 5e, Centrale                                                     | Non qualifiés                                                    |
| 2016-2017 | 76                                                               | 39                                                               | 29                                                               | 7                                                                | 1                                                                | 212                                                              | 208                                                              | 86                                                               | 4e, Centrale                                                     | Éliminés au 1er tour                                             |
| 2017-2018 | 76                                                               | 46                                                               | 26                                                               | 1                                                                | 3                                                                | 262                                                              | 212                                                              | 96                                                               | 3e, Atlantique                                                   | Éliminés au 2e tour                                              |
| 2018-2019 | 76                                                               | 51                                                               | 17                                                               | 7                                                                | 1                                                                | 255                                                              | 189                                                              | 110                                                              | 1er, Atlantique                                                  | Champions de la Coupe Calder                                     |
| 2019-2020 | 61                                                               | 34                                                               | 22                                                               | 5                                                                | 0                                                                | 202                                                              | 172                                                              | 73                                                               | 3e, Atlantique                                                   | Séries annulées à cause de la pandémie de Covid-19               |
| 2020-2021 | L'équipe ne prend pas part à la saison en raison de la pandémie. | L'équipe ne prend pas part à la saison en raison de la pandémie. | L'équipe ne prend pas part à la saison en raison de la pandémie. | L'équipe ne prend pas part à la saison en raison de la pandémie. | L'équipe ne prend pas part à la saison en raison de la pandémie. | L'équipe ne prend pas part à la saison en raison de la pandémie. | L'équipe ne prend pas part à la saison en raison de la pandémie. | L'équipe ne prend pas part à la saison en raison de la pandémie. | L'équipe ne prend pas part à la saison en raison de la pandémie. | L'équipe ne prend pas part à la saison en raison de la pandémie. |
| 2021-2022 | 72                                                               | 42                                                               | 24                                                               | 5                                                                | 1                                                                | 234                                                              | 197                                                              | 90                                                               | 1er, Atlantique                                                  | Éliminés au 2e tour                                              |
| 2022-2023 | 72                                                               | 39                                                               | 25                                                               | 5                                                                | 3                                                                | 235                                                              | 220                                                              | 86                                                               | 3e, Atlantique                                                   | Éliminés au 2e tour                                              |
| 2023-2024 | 72                                                               | 39                                                               | 26                                                               | 7                                                                | 0                                                                | 217                                                              | 203                                                              | 85                                                               | 4e, Atlantique                                                   | Éliminés au 1er tour                                             |

## Personnalités

### Entraîneurs
- Jeff Daniels (2010-2015)
- Mark Morris (2015-2016)
- Ulf Samuelsson (2016-2017)
- Mike Vellucci (2017-2019)
- Ryan Warsofsky (2019-2020)
- Geordie Kinnear (depuis 2020) [3]